# جرولامو رادیس
جرولامو رادیس (انگلیسی: Gerolamo Radice; ۱۱ نوامبر ۱۸۸۳ – ۱۹ نوامبر ۱۹۴۸) بازیکن فوتبال اهل ایتالیا بود.
از باشگاه‌هایی که در آن بازی کرده‌است می‌توان به باشگاه فوتبال آ.ث. میلان اشاره کرد.